# Фиалка Селькирка
Фиа́лка Сельки́рка, или Фиалка тенева́я (лат. Vīola selkīrkii)  — вид травянистых растений рода Фиалка (Viola) семейства Фиалковые (Violaceae).

## Описание
Многолетнее бесстебельное травянистое растение высотой 8–20 см. Корневище тонкое, длиной 3–4 см, не ветвящийся, светлое.
Прикорневые листья многочисленные, с черешком длиной 1,5–11 см, округло-яйцевидной или яйцевидной формы, собраны в розетку. Прилистники ланцетные.
Цветки длиной 1,2–2,2 см, бледно-фиолетового цвета, расположены на слабоопушённых цветоножках. Цветет в апреле — начале мая, плоды созревают в июне. Плод  — яйцевидная тупая коробочка длиной около 7 мм.
Обитает в сырых хвойных и смешанных лесах, в заболоченных елово-сосновых и елово-берёзовых сообществах.
Число хромосом 2n=24.
Вид описан из Северной Америки.

## Ареал
В России встречается Сибири; на Дальнем Востоке и Кавказе, на севере европейской части. За рубежом обитает в Скандинавии, Восточной Азии и
Северной Америке.

## Охранный статус
Вид занесен в ряд Красных книг субъектов Российской Федерации. Встречается на территориях ряда особо охраняемых природных территорий России.

## Синонимика
По данным The Plant List в синонимику вида входят:
- Viola carnosula W. Becker
- Viola crassicornis W. Becker& Hult.
- Viola selkirkii var. albiflora Nakai
- Viola selkirkii var. angustistipulata W. Becker
- Viola selkirkii var. brevicalcarata W. Becker
- Viola selkirkii var. subbarbata W. Becker
- Viola selkirkii var. variegata Nakai
- Viola umbrosa Fr.